# Voßmecke
Die Voßmecke, teilweise auch Vossmecke genannt, ist ein 2,8 km langer, orografisch linker Nebenfluss der Ruhr im nordrhein-westfälischen Winterberg, Deutschland.

## Geographie
Die Voßmecke entspringt etwa 1,5 km östlich von Silbach an der Ostflanke des Kuhlenbergs auf einer Höhe von 690 m ü. NN. Vorwiegend in nordöstliche Richtungen durch ein unbesiedeltes Tal abfließend mündet der Bach auf 584 m ü. NN in die Ruhr. Bei einem Höhenunterschied von 106 m beträgt das mittlere Sohlgefälle zwischen Quelle und Mündung 37,9 ‰. Das 3,612 km² große Einzugsgebiet wird über Ruhr und Rhein zur Nordsee entwässert.

## Natur und Umwelt
Das Quellgebiet der Voßmecke liegt im Hangmoor „In der Strei“, in dem mehrere Quellrinnsale entspringen. Das Gebiet ist seit 1957 in wechselnden Abgrenzungen, derzeit 49,8 ha, als Naturschutzgebiet „In der Strei“ und zudem als gleichnamiges FFH-Gebiet (DE-4717-311) ausgewiesen.